# Daniele Pescarolo
Daniele Pescarolo (Napoli, 14 maggio 1888 – ...) è stato un militare italiano, particolarmente distintosi nel corso della guerra italo-turca, della grande guerra e della guerra di Spagna, decorato complessivamente con tre Medaglie d'argento, una di bronzo e due Croci di guerra al valor militare. Il 31 dicembre 1938 viene congedato per essere di origine ebraica, ai sensi e per gli effetti del Regio Decreto del dicembre 1938, relativo alle "Disposizioni relative al collocamento in congedo assoluto ed al trattamento di quiescenza del personale militare delle Forze armate dello Stato di razza ebraica".

## Biografia

Scudetto della 4ª Divisione fanteria "Littorio".

Nacque a Napoli il 14 maggio 1888, figlio di Moisè e Virginia Lattes. Arruolatosi nel Regio Esercito, fu nominato sottotenente in servizio permanente effettivo il 21 ottobre 1909.  Partecipò alla guerra italo-turca, venendo decorato con una prima Medaglia d'argento al valor militare. Durante il corso della Grande Guerra, promosso capitano, fu decorato di una seconda Medaglia d'argento al valor militare nel corso di un attacco sul Monte San Michele il 21 ottobre 1915. Assegnato poi in servizio presso lo Stato maggiore della 33ª Divisione, nel 1917 fu decorato di una Medaglia di bronzo al valor militare. Nel corso della battaglia di Vittorio Veneto, mentre prestava servizio presso il comando della 58ª Divisione, si distinse durante le operazioni di gittamento dei ponti sul corso del fiume Piave, venendo decorato con la Croce di guerra al valor militare.
Dopo la fine della guerra con il grado di maggiore era in servizio presso il 112º Reggimento fanteria "Piacenza", per passare quindi al 61º Reggimento fanteria "Sicilia" il 1 agosto 1920. Dal 25 ottobre 1921 iniziò a frequentare i corsi della Scuola di guerra di Torino. Il 16 agosto 1925 mentre prestava servizio presso il 34º Reggimento fanteria "Livorno", fu trasferito presso il 77º Reggimento fanteria, e fu nominato aiutante di campo dell'VIII Brigata fanteria "Toscana".
Promosso tenente colonnello prestò servizio presso il 53º Reggimento fanteria "Umbria", e al termine dei corsi, il 4 novembre 1928 fu assegnato al 92º Reggimento fanteria "Basilicata".
Divenuto colonnello partecipò alla guerra di Spagna come comandante del 1º Reggimento fanteria (Volontari del Littorio) della 4ª Divisione fanteria "Littorio", distinguendosi durante il corso della battaglia di Guadalajara, in quella di Santader e in quella d'Aragona. Per il suo coraggio fu decorato con una terza Medaglia d'argento e una seconda Croce di guerra al valor militare. Il 31 dicembre 1938 viene congedato per essere di origine ebraica, ai sensi e per gli effetti del Regio Decreto del dicembre 1938, relativo alle "Disposizioni relative al collocamento in congedo assoluto ed al trattamento di quiescenza del personale militare delle Forze armate dello Stato di razza ebraica". Dopo la caduta del fascismo, avvenuta il 25 luglio 1943, insieme a molti altri ufficiali che erano stati allontanati per la loro razza chiese, invano, al capo del governo, Maresciallo d'Italia Pietro Badoglio, di essere riammesso in servizio.

### Fonti
1. 1 2   Bollettino ufficiale delle nomine, promozioni e destinazioni negli ufficiali e sottufficiali del R. esercito italiano e nel personale dell'amministrazione militare, 1923,  p. 813. URL consultato il 19 novembre 2020.
2. ↑   Bollettino ufficiale delle nomine, promozioni e destinazioni negli ufficiali e sottufficiali del R. esercito italiano e nel personale dell'amministrazione militare, 1925,  p. 2482. URL consultato il 19 novembre 2020.
3. 1 2   Bollettino ufficiale delle nomine, promozioni e destinazioni negli ufficiali e sottufficiali del R. esercito italiano e nel personale dell'amministrazione militare, 1921,  p. 4545. URL consultato il 19 novembre 2020.